# Neues Schloss

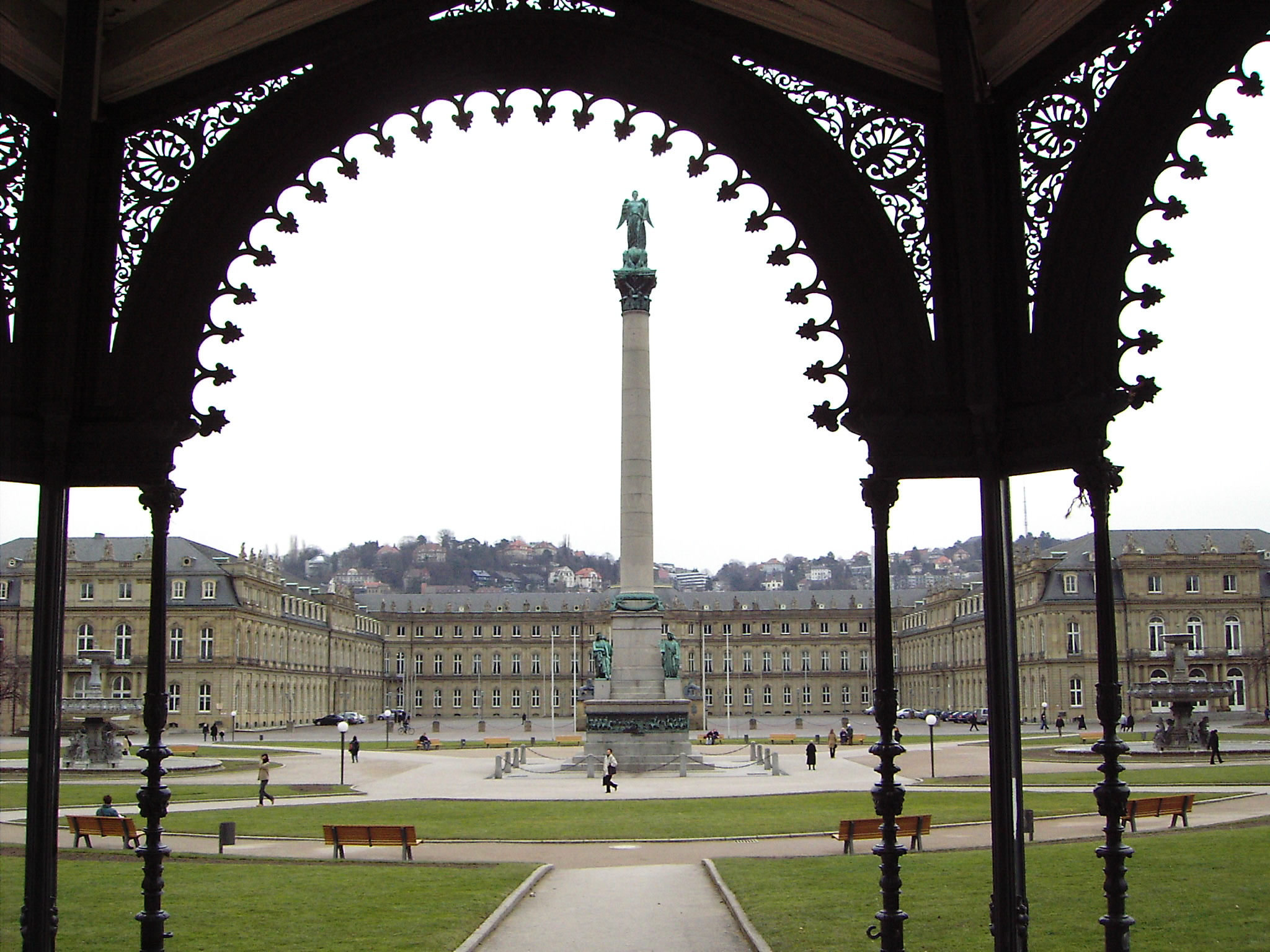
Utsikt från paviljongen på Schlossplatz

Neues Schloss (Nya Slottet) i centrala Stuttgart byggdes i omgångar 1746-1807 på uppdrag av hertigarna i Württemberg. Slottet var residens för Württembergs kungar.
Sedan 1918 då monarkin föll har det ägts av delstaten, sedermera förbundslandet, och idag huserar här finansdepartementet i Baden-Württemberg. Byggnaden förstördes under andra världskriget men återuppbyggdes 1958-1964.